# Kourou Fia
 (septembre 2015).
Si vous disposez d'ouvrages ou d'articles de référence ou si vous connaissez des sites web de qualité traitant du thème abordé ici, merci de compléter l'article en donnant les références utiles à sa vérifiabilité et en les liant à la section « Notes et références ».
Kourou Fia, de son vrai nom Ibrahima Kourou Kouyate, est un auteur-compositeur-interprète guinéen né le 13 novembre 1976 à Conakry.

## Biographie
Issu d'une longue lignée de griots, il est initié très jeune à la kora, instrument traditionnel doté de 21 cordes, que son père lui offre pour ses 5 ans. Il joue également du bolon, instrument traditionnel à quatre cordes, ainsi que la basse traditionnelle africaine. En 1993, il rencontre le bassiste Richard Bona, ce qui le décide à adopter la basse occidentale comme instrument principal.

### Premiers Pas
Avec Ba et Keba Cissoko, ses deux cousins, Kourou fonde son premier groupe «Tamale lalou» (Les voyageurs) au début des années 1990. Le trompettiste français Gilles Poizat rejoint ensuite le groupe. En 1995, Mark Ambrogioni, le directeur de production du festival Nuits Metis, les fait jouer à Marseille. C'est la première expérience internationale pour Kourou. Ils jouent avec les violonistes du No Quartet dans un métissage musical Guinéen et Occidental. .

### L'expérience Ba Cissoko
En 1999 naît le trio Ba Cissoko. Kourou et son frère Sékou en font partie. Ba Cissoko, virtuose de la Kora Traditionnelle, est le leader du groupe. Ils enchaînent alors les tournées internationales qui les mèneront à la sortie de leur premier album en 2004 : «Sabolan», qui sera suivi par 3 autres. Ils collaborent entre autres avec -M-, avec lequel ils jouent à Bamako. Ils l'accompagnent aussi dans le morceau «Mama Sam», dont le clip est tourné en Afrique.  

### Rencontre avec Philippe Eidel et début de la carrière solo
Kourou Fia rencontre le compositeur Philippe Eidel lors de la réalisation par ce dernier du quatrième album de Ba Cissoko, Nimissa, en 2012.
S'étant bien entendus humainement et musicalement, Philippe Eidel réalise donc le premier album solo de Kourou, "Nene", enregistré à Paris courant 2015.

## Discographie

### Albums
En tant qu'auteur, compositeur, interprète :
- 2015 : Nene, Minuscule

En tant que bassiste :
- 2004 : Sabolan, Ba Cissoko
- 2006 : Electric Griot Land, Ba Cissoko
- 2009 : Séno, Ba Cissoko
- 2012 : Nimissa, Ba Cissoko

## Concerts Principaux
En tant que bassiste de Ba Cissoko :
- Festival Roskilde, Danemark
- New Orleans Jazz Festival, USA
- Festival Les Vieilles Charrues, France
- Sziget Festival, Hongrie
- Festival de Jazz de Montréal, Canada
- Carnegie Hall, Angleterre

## Liens Externes
- Site Officiel de Kourou Fia